# Zorzines hakodatensis
Zorzines hakodatensis är en fjärilsart som beskrevs av Inoue 1982. Zorzines hakodatensis ingår i släktet Zorzines och familjen nattflyn. Inga underarter finns listade i Catalogue of Life.